# 巴彦敖包县 (南戈壁省)
巴彦敖包县、巴彦傲瓦县 是蒙古国南戈壁省的一个县（苏木），面积10474平方公里，人口1510。